# 1923 في فرنسا
فيما يلي قوائم الأحداث التي وقعت خلال عام 1923 في فرنسا.

## رياضة
- 1 أبريل – سباق باريس روبيه 1923 الفائزون Félix Sellier [الإنجليزية]‏، Heiri Suter [الإنجليزية]‏، René Vermandel [الإنجليزية]‏.

## كتب
من الكتب التي صدرت هذه السنة في فرنسا:
- 1 أغسطس – ثمانية دقات ساعة من تأليف موريس لوبلان.

## مواليد

### فبراير
- 22 فبراير – فرانسوا كافانا
- 23 فبراير – جان بيير باكريم لاعب كرة قدم فرنسي.

### مارس
- 5 مارس – روجر بوردييه كاتب فرنسي.
- 18 مارس – كلود بلوخ فيزيائي فرنسي.
- 19 نوفمبر – مارسيل جيلارد لاعب كرة قدم فرنسي.
- 22 مارس – مارسيل مارسو

### مايو
- 29 مايو – برنارد كلافيل كاتب فرنسي.

### يونيو
- 10 يونيو – مادلين ليبو ممثلة فرنسية.
- 24 يونيو – إيف بونفوا
- 24 يونيو – مارك ريبو مصور فرنسي.

### يوليو
- 6 يوليو – مدام كلود قوادة فرنسية.
- 13 يوليو – الكسندر استروك مخرج أفلام فرنسي.

### أغسطس
- 24 أغسطس – جان مارك تيبو
- 30 أغسطس – روجر بيير

### سبتمبر
- 2 سبتمبر – رينيه ثوم
- 13 سبتمبر – هوبير ديشان ممثل فرنسي.
- 18 سبتمبر – آن ملكة رومانيا

### أكتوبر
- 20 أكتوبر – ماكس لو كلارك

### نوفمبر
- 18 نوفمبر – جان كلوزيل سياسي فرنسي.
- 19 نوفمبر – فرانسوا ليبرون
- 19 نوفمبر – مارسيل جيلارد لاعب كرة قدم فرنسي.
- 30 نوفمبر – اندريه لاكومب ممثل فرنسي.

### ديسمبر
- 20 ديسمبر – رينيه فاي درّاج طريق فرنسي.

## وفيات

### يناير
- 13 يناير – ألكسندر ريبو (مواليد 1842) سياسي فرنسي.

### مارس
- 26 مارس – سارة برنار (مواليد 1844)

### يونيو
- 10 يونيو – لوتي بيير (مواليد 1850) بيير جوليان فيّو.
- 20 يونيو – ماري أميرة باتنبرغ (مواليد 1852) كاتبة ألمانية.

### يوليو
- 23 يوليو – شارل دوبوي (مواليد 1851) سياسي فرنسي.

### أغسطس
- 19 أغسطس – فيلفريدو باريتو (مواليد 1848)
- 27 أغسطس – جورج دي لا شابيل (مواليد 1868) لاعب كرة مضرب فرنسي.

### ديسمبر
- 3 ديسمبر – غوستاف بلوخ (مواليد 1848) مؤرخ فرنسي.
- 12 ديسمبر – رايموند راديجيه (مواليد 1903) كاتب فرنسي.
- 27 ديسمبر – غوستاف إيفل (مواليد 1832)
- 31 ديسمبر – إدوارد ستيفان (مواليد 1837) عالم فلك فرنسي.